# Zianchurinsky (huyện)
Huyện Zianchurinsky (tiếng Nga: ? райо́н) là một huyện hành chính tự quản (raion), của Bashkortostan, Nga. Huyện có diện tích 3327 km², dân số thời điểm ngày 1 tháng 1 năm 2000 là 28700 người. Trung tâm của huyện đóng ở Isyangulovo.